# Cerotoma dilatipes
Cerotoma dilatipes es un coleóptero de la familia Chrysomelidae.
Fue descrita científicamente en 1888 por Jacoby.